# Младен Балорда
Младен Балорда (Мостар, 1921 — Мостар, 15. јул 1943) био је учесник Народноослободилачке борбе и народни херој Југославије.

## Биографија
Рођен је 1921. године у Мостару. Потиче из радничке породице. После завршене основне школе, уписао је занатску школу у којој је учио браварски занат. Као млади радник је приступио Радничком покрету. У чланство Савеза комунистичке омладине Југославије (СКОЈ), примљен је 1940. године, а неколико месеци касније и у чланство Комунистичке партије Југославије (КПЈ).
После Априлског рата и окупације Краљевине Југославије, 1941. године, Младен је у окупираном Мостару, по задатку КПЈ, радио на прикупљању оружја и другог војног материјала. Јула 1941. године усташе су га са породицом депортовале у Србију, али се Младен септембра 1941. године, заједно са једним другом вратио у Мостар. По повратку у Мостар радио је у једној илегалној групи, која је прикупљала оружје, санитетски материјал и друге потребе за партизанске одреде.
Када се крајем 1941. године Коњички партизански одред, који је био састављен углавном од Мостараца, нашао у тешкој ситуацији због недостатка муниције, Младен је као илегалац са једном групом партизана из одреда, упао у италијански логор у Мостару и изнео велике количине муниције и однео их на Борачко језеро. Нешто касније, крајем 1941. године ступио је у Мостарски партизански одред.
Због своје храбрости, често је учествовао у специјалним задацима. У борбама с четницима јуна 1941. године, једна група бораца Мостарског партизанског батаљона била је заробљена и предата усташким властима у Коњицу. Међутим, група бораца батаљона, у којој је био и Младен, ушла је у Коњиц, провалила у затвор и ослободила заробљене другове.
Приликом заузимања Јајца, крајем новембра 1942. године, Младен се на налазио челу свог вода и истакао се у заузимању бункера. У току Четврте непријатељске офанзиве, уочи напада на Прозор, Младен се са два друга пробио кроз непријатељске положаје и запалио јендну кућу у граду, да би збунио и деморалисао непријатеља. Истакао се и као заменик команданта Мостарског батаљона у Петој непријатељској офанзиви. Захваљујући његовом руковођењу, код Никшића је уништено око 100 непријатељских војника.
Када је, 15. јула 1943. године, пошао да изведе 80 нових бораца омладинаца из Мостара, у Десету херцеговачку ударну бригаду, нападнут је од 200 немачких војника у селу Камена. У неравноправној борби уништена је Младенова група, а он је тешко рањен, заробљен и одмах потом био срељан у Мостарском блату. Младеновог оца Душана и брата Василија Немци су стрељали у Краљеву, приликом масовног стрељања грађана октобра 1941. године.
Указом Президијума Народне скупштине ФНР Југославије, 5. јула 1951. године, проглашен је за народног хероја.